# Staurikozaur
Staurikozaur (Staurikosaurus) – rodzaj wczesnego dinozaura gadziomiednicznego żyjącego w późnym triasie na terenach współczesnej Ameryki Południowej. Znany jest jeden niekompletny szkielet pochodzący z formacji Santa Maria w Brazylii. Staurikozaur był aktywnym dwunożnym drapieżnikiem – mimo niewielkich rozmiarów był prawdopodobnie w stanie atakować zwierzęta dorównujące mu wielkością. Pozycja filogenetyczna rodzaju Staurikosaurus jest niejasna – uznawano go za drapieżnego zauropodomorfa, wczesnego teropoda, bazalnego dinozaura gadziomiednicznego lub dinozauromorfa niebędącego dinozaurem. Większość nowszych analiz kladystycznych umiejscawia go albo jako prymitywnego teropoda, albo bazalnego przedstawiciela Saurischia, choć niektóre wspierają jego pozycję jako zauropodomorfa. Staurikozaur jest uznawany za blisko spokrewnionego z herrerazaurem, innym wczesnym dinozaurem drapieżnym. Oba te rodzaje klasyfikowane są w rodzinie Herrerasauridae, obejmującej zwierzęta będące przedstawicielami jednej z najwcześniejszych radiacji ewolucyjnych dinozaurów.

## Budowa

Porównanie wielkości staurikozaura i człowieka

Staurikozaur był niewielkim, dwunożnym dinozaurem, o silnych tylnych kończynach i niewielkich przednich. Żuchwa niemal dorównywała długością kości udowej, co dowodzi, że Staurikosaurus miał stosunkowo dużą głowę. Jego puste w środku kości miały dość grube ścianki. Masę staurikozaura szacowano na około 18,5–19 kg, a jego długość na od około 210 cm do 220–225 cm.

### Czaszka
Jedynymi zachowanymi kośćmi czaszki są dwie kości żuchwy złamane w przedniej części tak, że spojenie nie zachowało się. Całkowita długość żuchwy została oszacowana przez Colberta na 215 mm. Gregory Paul uważał, że jej przednia część mogła być lekko zakrzywiona ku dołowi, podobnie jak u prozauropodów. Okolice dołów żuchwowych obu kości żuchwy są zniekształcone, co uniemożliwia identyfikację wyrostka dziobiastego. Fragmenty zębów zachowały się in situ. W lewej kości zębowej znajdują się dowody na obecność co najmniej piętnastu zębów. Na ośmiu zębach zachowało się piłkowanie, odpowiadające generalnemu wzorcowi występującemu u teropodów. Przypominające dłuto ząbkowanie znajduje się na dystalnej krawędzi – w przybliżeniu dwa ząbki na 1 mm. Sereno i Novas zasugerowali, że staw śródżuchwowy – zwiększający ruchomość kości żuchwy – występuje u herrerazaura i staurikozaura, podobnie jak u niektórych ceratozaurów, takich jak Ceratosaurus i Carnotaurus. W poddanym ponownej preparacji holotypie staurikozaura nie udało się jednak potwierdzić występowania stawu śródżuchwowego, nie ma więc pewności, czy stanowi on synapomorfię wszystkich przedstawicieli Herrerasauridae.

### Szkielet pozaczaszkowy
U holotypu obecna jest większość kręgosłupa, jednak jego przednia część nie zachowała się, co uniemożliwia oszacowanie dokładnej liczby kręgów przedkrzyżowych. Colbert ocenił ją na 23–25, a Galton na prawdopodobnie 24 lub być może 25–15 grzbietowych i 9 lub 10 szyjnych. Bittencourt i Kellner wsparli hipotezę Galtona i oszacowali liczbę kręgów przedkrzyżowych na 24–9 szyjnych i 15 grzbietowych – podobnie jak Novas dla herrerazaura. Kontrowersje budzi liczba kręgów krzyżowych – Colbert początkowo ocenił ją na trzy, Galton ostatni spośród nich uznał nie za trzeci kręg krzyżowy, lecz pierwszy ogonowy, co wsparli również Brinkman i Sues (1987) oraz Sues (1990). Benton oraz Juul stwierdzili, iż nie jest jasne, czy staurikozaur miał dwa, czy trzy kręgi krzyżowe. Galton (2000) zwrócił uwagę na niekompletność ostatniego kręgu grzbietowego i nie wykluczył obecności kręgu grzbietowo-ogonowego. Bittencourt i Kellner poparli pierwszą propozycję Colberta, wskazując na gruby wyrostek boczny, nieobecny u kręgów ogonowych. Również u herrerazaura, uznawanego za takson siostrzany staurikozaura, liczba kręgów krzyżowych nie jest pewna – Novas sugerował dwa, podczas gdy Sereno – trzy. Ogon staurikozaura był bardzo długi – u holotypu zachowały się 34 kręgi. Kompletny ogon składał się prawdopodobnie z 45–47 kręgów i stanowił około 60% całkowitej długości zwierzęcia.
Jedyna kość holotypu należąca niewątpliwie do obręczy barkowej to grzbietowy fragment łopatki. Jedna z kości była interpretowana przez Novasa, Sereno i Galtona jako prawa łopatka, jednak Bittencourt i Kellner uznali ją za prawą kość kulszową, gdyż ogólną budową przypomina bardziej kompletną lewą kość kulszową. Kości kończyn przednich nie zachowały się – były one prawdopodobnie znacznie mniejsze od kończyn tylnych. Colbert opisał jedną ze skamieniałości jako proksymalne zakończenie prawej kości ramiennej, jednak Galton i Sereno nie wsparli tej interpretacji. Bittencourt i Kellner stwierdzili, że budowa tej kości odróżnia ją od kości ramiennych występujących u dinozaurów i uznali ją za niemożliwy do zidentyfikowania element.
Kości obręczy miednicznej są dobrze zachowane, jednak nieco zniekształcone przez procesy tafonomiczne. Zachowały się kości biodrowe, kulszowe i łonowe, jednak większość z nich nie jest kompletna. Według Colberta budowa miednicy staurikozaura reprezentuje typ brachyiliac, charakteryzujący się krótkim przodem kości biodrowej. Z interpretacją tą zgadzają się również późniejsi autorzy, jednak Galton spostrzegł w niej również cechy charakterystyczne dla typu dolichoiliac, cechującego się wydłużeniem przedpanewkowej części kości biodrowej. Ogólna budowa kości biodrowej herrerazaurydów bardziej przypomina tę spotykaną u dinozauromorfów takich jak Lagerpeton i Marasuchus, niż bazalnych dinozaurów. U staurikozaura występuje otwarta panewka stawu biodrowego, uznawana za cechę wspólną dinozaurów, co dowodzi jego przynależności do tej grupy. Kość piszczelowa stanowi około 107% długości kości udowej, a ogólna budowa kości kończyn tylnych wskazuje na dwunożność staurikozaura. Początek pierwszego mięśnia puboischiofemoralis internus przypuszczalnie odpowiada dołowi w brzusznej krawędzi przedpanewkowej części kości kulszowej, co może stanowić stadium pośrednie przed wykształceniem prawdziwego dołu przedpanewkowego. Mięśnie caudofemoralis longus i caudofemoralis brevis prawdopodobnie były dobrze wykształcone.

## Klasyfikacja

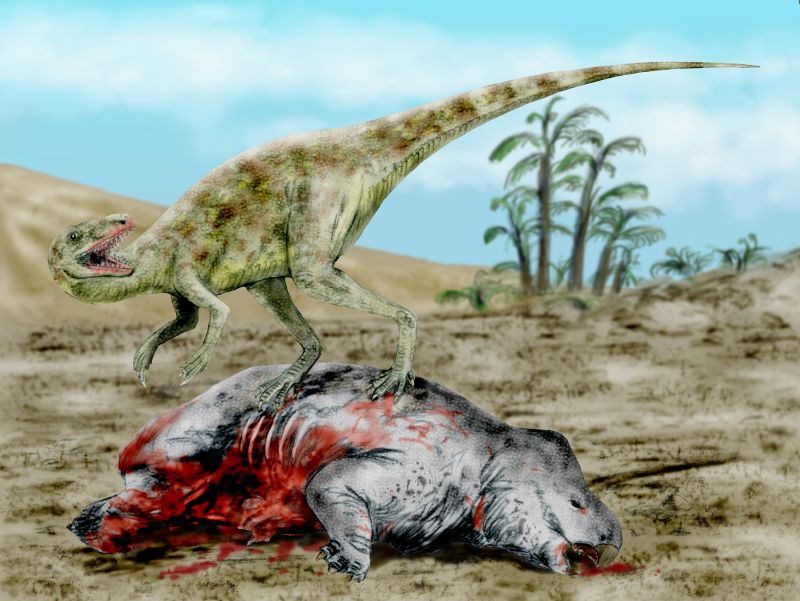
Staurikozaur i dicynodont

Pozycja filogenetyczna staurikozaura, jako jednego z najstarszych znanych dinozaurów, stanowiła przedmiot licznych analiz, w których przedstawiono kilka alternatywnych hipotez dotyczących jego filogenezy.
Colbert początkowo zaklasyfikował staurikozaura do rodziny Palaeosauriscidae, należącej do infrarzędu Teratosauria, w obrębie podrzędu Palaeopoda, odpowiadającego prozauropodom. Hipoteza ta nie uzyskała jednak poparcia w późniejszych pracach. Pierwszym naukowcem, który zwrócił uwagę na bardzo bliskie pokrewieństwo staurikozaura z herrerazaurem – przez Colberta również zaklasyfikowanym do Teratosauria, lecz do odrębnej rodziny Teratosauridae – był Juan Luis Benedetto, który w 1973 roku ustanowił rodzinę Herrerasauridae obejmującą te dwa rodzaje. Porównał budowę staurikozaura i herrerazaura oraz prozauropodów i wskazał na znaczące różnice niepozwalające na włączenie Herrerasauridae do prozauropodów, jednak nowo nazwanej rodziny nie przypisał do żadnej mniejszej grupy wewnątrz dinozaurów gadziomiednicznych. W 1977 roku Peter Galton uznał, że różnice pomiędzy herrerazaurem a staurikozaurem są na tyle duże, iż zasadne staje się utworzenie dla staurikozaura nowej rodziny, której nadał nazwę Staurikosauridae. Przedstawił trzy hipotezy dotyczące pozycji filogenetycznej tej rodziny oraz Herrerasauridae – mogły być drapieżnymi prozauropodami, prymitywnymi teropodami lub dinozaurami gadziomiednicznymi, które oddzieliły się od linii ewolucyjnej Saurischia jeszcze przed jej podziałem na teropody i zauropodomorfy. Galton stwierdził, że Staurikosaurus był prawdopodobnie prymitywnym teropodem, nie miał jednak pewności w przypadku herrerazaura i zarówno Staurikosauridae, jak i Herrerasauridae uznał za Saurischia incertae sedis. Również Bakker i Galton stwierdzili, że Staurikosaurus znajdował się prawdopodobnie blisko podstawy drzewa filogenetycznego dinozaurów gadziomiednicznych. Nazwę Staurikosauridae stosowało kilku paleontologów, jednak obecnie wśród naukowców panuje konsensus, że Herrerasauridae to grupa monofiletyczna, a rodziny Staurikosauridae jako taksonu monotypowego nie wyróżnia się. Według definicji filogenetycznej Novasa z 1992 roku Herrerasauridae obejmuje ostatniego wspólnego przodka herrerazaura i staurikozaura i wszystkich jego potomków. Innymi potencjalnymi przedstawicielami tego kladu są Chindesaurus z formacji Chinle w Arizonie oraz Caseosaurus z formacji Dockum w Teksasie, przez niektórych uznawany za tożsamy z czindezaurem. Pozycja filogenetyczna staurikozaura wiąże się z pozycją herrerazaura – jego taksonu siostrzanego, znanego ze znacznie bardziej kompletnych szczątków. Według alternatywnej definicji, przedstawionej w 1998 roku przez Sereno, do Herrerasauridae należą wszystkie zwierzęta bliżej spokrewnione z herrerazaurem niż z Neornithes – tak definiowane herrerazaury obejmowałyby te same taksony, co grupa Herrerasauria w definicji Langera z 2004 roku.
Pokrewieństwo grupy Herrerasauridae pozostaje niejasne – obecnie większość naukowców uznaje ją albo za bazalne teropody, albo bazalne dinozaury gadziomiedniczne, choć hipotezy o ich bliskim pokrewieństwie z zauropodomorfami nie można wykluczyć.
Budowa zębów i kręgów ogonowych wspiera teorię o przynależności staurikozaura do teropodów, jednak u holotypu nie występują niektóre cechy charakterystyczne dla teropodów i zauropodomorfów, co sugeruje, że Staurikosaurus nie należy do Eusaurischia – kladu obejmującego te dwie grupy. Według niektórych naukowców w ogóle nie należał do dinozaurów (definiowanych jako grupa obejmująca ostatniego wspólnego przodka triceratopsa i ptaków i wszystkich jego potomków). Herrerazaury mają wiele cech wspólnych z neoteropodami, przez co wielu naukowców wsparło hipotezę o przynależności Herrerasauridae do teropodów. Jednej z potencjalnych synapomorfii herrerazaurów i neoteropodów, obecności stawu śródżuchwowego, nie można potwierdzić u staurikozaura ze względu na niekompletność materiału kopalnego – dodatkowo nie ma pewności, czy staw śródżuchwowy herrerazaurów jest homologiczny z tym u neoteropodów. Większość nowszych analiz kladystycznych sugeruje, że Herrerasauridae stanowią pierwotną linię dinozaurów gadziomiednicznych, powstałą jeszcze przed podziałem linii ewolucyjnej Saurischia na teropody i zauropodomorfy, jednak analiza przeprowadzona przez Sterlinga Nesbitta i współpracowników po odkryciu kilku niemal kompletnych szkieletów niewielkiego teropoda Tawa hallae – mogącego, ze względu na występującą u niego kombinację cech prymitywnych i zaawansowanych, mieć kluczowe znaczenie dla rozumienia wczesnej ewolucji dinozaurów – wsparła hipotezę o ich przynależności do teropodów. Stosunkowo słabe wsparcie dla takiej pozycji filogenetycznej herrerazaurów w analizie Nesbitta i in. sprawia, że ich pokrewieństwo prawdopodobnie pozostanie kwestią sporną. Obrazuje to analiza przeprowadzona przez Barona i wsp., sugerująca że dinozaury gadziomiedniczne nie są grupą monofiletyczną, a herrerazaury są bliżej spokrewnione z zauropodomorfami, a nie teropodami.

## Historia odkryć
Holotyp staurikozaura pochodzi z formacji Santa Maria w Brazylii. Został wydobyty w 1936 roku przez ekspedycję paleontologiczną z Muzeum Zoologii Porównawczej na Uniwersytecie Harvarda pod kierownictwem Llewellyna Ivora Price’a i Theodore’a White’a. Odnaleziono go kilka kilometrów na wschód od centrum miasta Santa Maria, w lokalizacji znanej jako Kilometre 3 lub Alemoa. Formacja Santa Maria ma tam około dwustu metrów grubości i dzieli się na trzy strefy – dolna ma około 70 metrów grubości, środkowa – 30, zaś górna – 100. Skamieniałości gadów pochodzą wyłącznie ze środkowej strefy. Szczątki staurikozaura są w większości połamane lub zdeformowane, kilka z nich pokrywa warstwa czerwonego hematytu. Nie są ani całkowicie spłaszczone, jak wiele skamieniałości z Lagerstätten takich jak grupa Jehol w Chinach, ani nie zachowały się w postaci w pełni trójwymiarowej, jak liczne szczątki z formacji Santana w Brazylii. Zewnętrznych powierzchni kości staurikozaura nie wypełnia osad, znacząco zwiększający rozmiary poszczególnych kości, co jest deformacją powszechną wśród szczątków z formacji Santana. Po wielomiesięcznych wykopaliskach liczne i zróżnicowane skamieniałości przywieziono do Museum of Comparative Zoology. Jedną z nich był niekompletny szkielet archozaura skatalogowany jako MCZ 1669. W latach 60. okaz ten został zbadany przez Edwina Harrisa Colberta. Później Colbert udał się do Brazylii, by we współpracy z Price’em i Fausto Luizem da Souza Cunhą zbadać formację Santa Maria, z której wydobyto szkielet. Ostatecznie opis staurikozaura ukazał się na łamach „American Museum Novitates” w marcu 1970 roku. Nazwa Staurikosaurus pochodzi od słowa staurikos, oznaczającego „krzyż” i odnoszącego się do Krzyża Południa, oraz saurus, znaczącego „jaszczur”, natomiast nazwa gatunkowa gatunku typowego, pricei, honoruje Llewellyna Ivora Price’a.
W 1958 roku niekompletny szkielet niewielkiego dinozaura drapieżnego został odkryty przez Alfreda Romera w formacji Ischigualasto, około kilometra na północny zachód od Arroyo de Agua w argentyńskiej prowincji San Juan. Okaz ten opisali w 1987 roku Donald Brinkman i Hans-Dieter Sues i przypisali do rodzaju Staurikosaurus. Nie wykazuje on jednak cech diagnostycznych tego rodzaju i w późniejszych pracach uznawano, że należy do gatunku Herrerasaurus ischigualastensis.
Garcia, Müller i Dias-da-Silva (2019) zbadali okaz holotypowy Teyuwasu barbarenai, przedstawiciela kladu Dinosauriformes o niepewnej pozycji filogenetycznej, opisanego na podstawie kości udowej i kości piszczelowej odkrytych w osadach ogniwa Alemoa na stanowisku znajdującym się niedaleko stanowiska, z którego pochodzi holotyp S. pricei. Autorzy stwierdzili, że Teyuwasu różni się budową kości udowej i piszczelowej od wszystkich znanych współczesnych mu przedstawicieli Dinosauriformes poza staurikozaurem. W ocenie tych autorów przedstawiona przez autora opisu T. barbarenai Edio-Ernst Kischlata diagnoza nie wskazuje żadnych różnic pomiędzy Teyuwasu a staurikozaurem; sami Garcia, Müller i Dias-da-Silva nie znaleźli też żadnych niebudzących wątpliwości różnic między tymi taksonami, stwierdzili natomiast występowanie u obu tych zwierząt pięciu charakterystycznych cech budowy kości udowej i piszczelowej, które nie występują u żadnego innego żyjącego współcześnie z Teyuwasu i staurikozaurem przedstawiciela Dinosauriformes. Skamieniałości okazów holotypowych T. barbarenai i Staurikosaurus pricei są kośćmi zwierząt o zbliżonych rozmiarach; oba okazy odkryto w osadach ogniwa Alemoa, na położonych w niewielkiej odległości stanowiskach. Mając to wszystko na względzie Garcia, Müller i Dias-da-Silva uznali Teyuwasu barbarenai za młodszy synonim Staurikosaurus pricei.

## Paleobiologia i paleoekologia

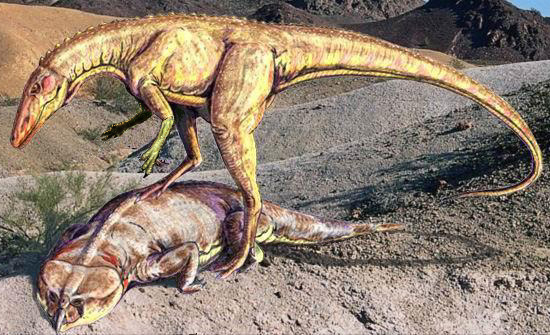
Staurikozaur i rynchozaur

Jedyne znane skamieniałości staurikozaura pochodzą z formacji Santa Maria w południowej Brazylii. Wydobyto je z datowanych na karnik osadów ogniwa Alemoa. Ogniwo Alemoa składa się z czerwonych mułowców – od laminowanych do masywnych – oraz piaskowców – od drobnoziarnistych do zlepieńców. W sąsiedztwie szczątków staurikozaura odkryto skamieniałości licznych kręgowców, takich jak cynodonty, Proterochampsidae, rynchozaury oraz wczesny dinozaur Saturnalia tupiniquim. Żyły tam również dicynodonty i Procolophonidae, jednak w pobliżu staurikozaura nie odnaleziono żadnych ich śladów. Bardzo pospolite były za to rynchozaury. W formacji Santa Maria odkryto również skamieniałości innych archozaurów – potencjalnych dinozaurów, takich jak Spondylosoma, a także bazalnego zauropodomorfa Pampadromaeus.
Ze względu na niekompletność materiału kopalnego niewiele wiadomo na temat paleobiologii staurikozaura. Dowodów na występowanie zachowań stadnych, gniazdowania, opieki rodzicielskiej nie potwierdzono ani u staurikozaura, ani u żadnego z jego bliskich krewnych. Dinozaur ten miał stosunkowo dużą czaszkę, odpowiadającą długością kości udowej, oraz ostre, osadzone w zębodołach zęby, co skłoniło Colberta do postawienia hipotezy, że Staurikosaurus był bardzo aktywnym drapieżnikiem o silnych szczękach. Polował prawdopodobnie na małe i średniej wielkości kręgowce, takie jak cynodonty i rynchozaury, chociaż Colbert stwierdził, że potrafił atakować zwierzęta dorównujące mu rozmiarami. Tylny fragment ogona staurikozaura, podobnie jak herrerazaura, był usztywniony dzięki wydłużonym prezygapofyzom kręgów, co pomagało prawdopodobnie zachować równowagę podczas biegu i skoków. Wydatny grzebień nadpanewkowy sugeruje, że staurikozaur mógł utrzymywać tułów uniesiony o ponad 20° w stosunku do osi poziomej, przynajmniej w trakcie szybkiego poruszania się.